# Nils Engdahl
Nils Engdahl (né le 4 novembre 1898 à Västerhaninge et décédé le 10 septembre 1983 à Bromma) est un athlète suédois spécialiste du 400 mètres. Affilié au Järva IS, il mesurait 1,65 m pour 57 kg.

## Biographie
Il était le mari de Signe Johansson et le beau-frère de Nils Johansson

### Palmarès
| Date | Compétition           | Lieu   | Résultat | Épreuve    | Performance  |
| ---- | --------------------- | ------ | -------- | ---------- | ------------ |
| 1920 | Jeux olympiques d'été | Anvers | 3e       | 400 mètres | 50 s 0       |
| 1920 | Jeux olympiques d'été | Anvers | 5e       | 4 × 400 m  |              |
| 1924 | Jeux olympiques d'été | Paris  | 2e       | 4 × 400 m  | 3 min 17 s 0 |

### Records
| Épreuve    | Performance | Lieu | Date |
| ---------- | ----------- | ---- | ---- |
| 400 mètres | 48 s 2      |      | 1924 |